# Stampflkees
Das Stampflkees ist ein Gletscher in den Zillertaler Alpen in Tirol. Mit einer Fläche von rund 1,5 km² ist es nach dem Tuxer Ferner der zweitgrößte Gletscher im Tuxer Hauptkamm.
Das Stampflkees fließt an der Südostflanke des Tuxer Kamms nach Süden. Das Nährgebiet wird von Hoher Wand (3289 m ü. A.), Sagwandspitze (3227 m ü. A.) und Schrammacher (3410 m ü. A.) eingerahmt. Im Osten trennt der schmale Schrammachgrat den Gletscher vom wesentlich kleineren Oberschrammachkees. Er entwässert über den Zamser Bach und Zemmbach zum Ziller.
Seit dem Ende der Kleinen Eiszeit um 1850 hat sich das Stampflkees wie viele andere Alpengletscher weit zurückgezogen. Das eisfrei gewordene Gletschervorfeld weist sehr hohe Seitenmoränen auf, die westliche ist bis zu 65 m hoch. Die Endmoräne auf rund 2250 m markiert den letzten Höchststand des Gletschers um 1850. Der Bereich zwischen 2530 m und 2700 m wird von der Moräne des Vorstoßes um 1920 eingenommen.